# Stadion Ukrajina
Stadion Ukrajina je višenamjenski sportski objekt u ukrajinskom gradu Lavovu. Izgrađen je 1963. Najviše se koristi za nogomet, a na njemu domaće utakmice igra FK Karpati, nogometni klub iz Lavova. Ukrajinska nogometna reprezentacija je na stadionu također odigrala 6 utakmica (do 2010.), i u svih 6 pobijedila.
Stadion Ukrajina kapaciteta je 28.051 gledatelja.

## Utakmice ukrajinske nogometne reprezentacije
| Datum               | Natjecanje                | Domaćin  | Rezultat | Gosti       |
| ------------------- | ------------------------- | -------- | -------- | ----------- |
| 5. rujna 2001.      | Kvalifikacije za SP 2002. | Ukrajina | 3-0      | Armenija    |
| 7. lipnja 2003.     | Kvalifikacije za EP 2004. | Ukrajina | 4-3      | Armenija    |
| 13. listopada 2004. | Kvalifikacije za SP 2006. | Ukrajina | 2-0      | Gruzija     |
| 20. kolovoza 2008.  | Prijateljska              | Ukrajina | 1-0      | Poljska     |
| 6. rujna 2008.      | Kvalifikacije za SP 2010. | Ukrajina | 1-0      | Bjelorusija |
| 29. svibnja 2010.   | Prijateljska              | Ukrajina | 3-2      | Rumunjska   |